# São Mamede (Lisbona)
São Mamede è una ex freguesia del Portogallo e un quartiere della città di Lisbona.
Vi è nata la studiosa di letteratura portoghese Maria José de Lancastre.
La freguesia è stata soppressa nel 2012 in seguito all'approvazione della riforma dell'assetto amministrativo di Lisbona; il suo territorio è stato accorpato alla freguesia di Santo António.

## Luoghi d'interesse
- Jardim das Amoreiras
- Largo do Rato